# Theodor Ghițescu
Theodor Ghițescu est un joueur d'échecs roumain né le 24 janvier 1934 à Bucarest et mort le 22 novembre 2008. Champion de Roumanie en 1963, il a représenté la Roumanie lors de douze olympiades de 1956 à 1984 et a obtenu le titre de grand maître international honoraire en 1986.
Theodor Ghițescu a remporté le tournoi de Wijk aan Zee B en 1966 et 1973, ainsi que le tournoi international de Bucarest en 1976 avec 10 points sur 15, devant Jozsef Pinter et Evgueni Svechnikov. Il finit deuxième du tournoi international de Reykjavik en 1970, devant Padevsky, Hecht, Matulovic et Olafsson et deuxième du tournoi de Bucarest en 1979, ex æquo avec Victor Ciocâltea et devant Wolfgang Uhlmann (tournoi remporté par Taïmanov). Lors de l'olympiade d'échecs de 1960, il jouait au premier échiquier de la Roumanie et battit Max Euwe. Il obtint le titre de maître international en 1962.